# Santiago Jamiltepec (kommun)
Santiago Jamiltepec är en kommun i Mexiko.   Den ligger i delstaten Oaxaca, i den sydöstra delen av landet, 400 km söder om huvudstaden Mexico City.
Följande samhällen finns i Santiago Jamiltepec:
- Santiago Jamiltepec
- Santa Elena Comaltepec
- Charco Nduayoo
- San José Río Verde
- Unión Linda Vista
- Santa Cruz Flores Magón
- Finca la Natividad
- La Esperanza